# Чемпионат России по фигурному катанию 2016
Чемпионат России по фигурному катанию на коньках 2016 — соревнование по фигурному катанию среди российских фигуристов сезона 2015/2016 года, организованное Федерацией фигурного катания на коньках России. Спортсмены соревновались в мужском и женском одиночном катании, парном фигурном катании и в спортивных танцах на льду.
Турнир прошёл с 23 по 27 декабря 2015 года впервые в Екатеринбурге в крытой спортивной арене Уралец. Чемпионат посетило рекордное количество болельщиков для национального турнира. По результатам чемпионата была сформирована сборная команда России на чемпионат Европы 2016 года.

## Участники
К участию в Чемпионате России допускаются спортсмены по наибольшей сумме набранных очков в виде на двух этапах Кубка России в соответствии с таблицей начисления очков за места, занятые спортсменами, а также по результатам участия в этапах и финале Гран-При среди взрослых и юниоров. В случае одинаковой суммы очков у одного или более спортсменов (пары), решающим является сумма судейских баллов, набранных в двух этапах. К участию в одиночном катании допускаются спортсмены, достигшие 14 лет. В одиночном катании допускается не более 18 спортсменов среди мужчин и женщин, в парном катании - не более 12 пар, в танцах на льду - не более 15 пар. Всего максимальное количество участников 90 человек.
Окончательный состав участников утверждается Президентом ФФККР (Александром Горшковым) (до текущего чемпионата утверждался Исполкомом ФФККР) согласно рекомендации Всероссийского тренерского совета.
Состав участников чемпионата был объявлен в первый день чемпионата за несколько часов до жеребьёвки.

### Несостоявшиеся участники
В конце ноября прошло сообщение, что в чемпионате возможно не примут участие танцоры Ксения Монько и Кирилл Халявин из-за травмы партнёрши. Были в предварительной заявке, но в окончательную не вошли: Артур Гачинский, Ксения Столбова с Фёдором Климовым и Анна Кубликова с Александром Прачановым.

## Результаты

### Мужчины
| Место | Имя                 | Регион                                                       | Сумма баллов | КП | КП    | ПП | ПП     |
| ----- | ------------------- | ------------------------------------------------------------ | ------------ | -- | ----- | -- | ------ |
| 1     | Максим Ковтун       | Москва / Екатеринбург (Свердловская обл.)                    | 266.13       | 1  | 93.05 | 1  | 173.08 |
| 2     | Михаил Коляда       | Санкт-Петербург                                              | 260,73       | 2  | 90.55 | 2  | 170.18 |
| 3     | Александр Петров    | Санкт-Петербург                                              | 248.64       | 5  | 81.61 | 3  | 167.03 |
| 4     | Гордей Горшков      | Санкт-Петербург                                              | 246.96       | 4  | 82.86 | 4  | 164.70 |
| 5     | Сергей Воронов      | Москва                                                       | 237.68       | 9  | 76.29 | 5  | 161.39 |
| 6     | Дмитрий Алиев       | Санкт-Петербург                                              | 237.47       | 7  | 81.03 | 6  | 156.44 |
| 7     | Константин Меньшов  | Санкт-Петербург                                              | 233.76       | 6  | 81.21 | 7  | 152.55 |
| 8     | Александр Самарин   | Москва                                                       | 230.77       | 8  | 79.73 | 8  | 151.04 |
| 9     | Адьян Питкеев       | Москва                                                       | 230.49       | 3  | 86.63 | 11 | 143.86 |
| 10    | Артур Дмитриев      | Санкт-Петербург                                              | 223.27       | 12 | 72.96 | 9  | 150.60 |
| 11    | Антон Шулепов       | Санкт-Петербург                                              | 221.94       | 10 | 75.86 | 10 | 146.08 |
| 12    | Морис Квителашвили  | Москва                                                       | 208.63       | 13 | 69.26 | 12 | 139.37 |
| 13    | Андрей Лазукин      | Самара (Самарская обл.) / Санкт-Петербург                    | 201.00       | 11 | 74.06 | 13 | 126.94 |
| 14    | Артём Лежеев        | Петрозаводск (Карелия) / Санкт-Петербург                     | 181.84       | 17 | 56.34 | 14 | 125.50 |
| 15    | Дмитрий Бушланов    | Сочи (Краснодарский край) / Екатеринбург (Свердловская обл.) | 176.16       | 14 | 62.29 | 15 | 113.87 |
| 16    | Егор Мурашов        | Москва                                                       | 170.06       | 16 | 59.90 | 16 | 110.16 |
| 17    | Евгений Власов      | Москва                                                       | 169.16       | 15 | 62.04 | 17 | 107.12 |
| WD    | Владислав Тарасенко | Москва                                                       |              | 18 | 55.92 |    |        |

WD — фигурист снялся с соревнований.

### Женщины
| Место | Имя                   | Регион                                      | Сумма баллов | КП | КП    | ПП | ПП     |
| ----- | --------------------- | ------------------------------------------- | ------------ | -- | ----- | -- | ------ |
| 1     | Евгения Медведева     | Москва                                      | 234.88       | 1  | 79.44 | 1  | 155.44 |
| 2     | Елена Радионова       | Москва                                      | 222.57       | 2  | 76.69 | 2  | 145.88 |
| 3     | Анна Погорилая        | Москва                                      | 214.30       | 4  | 71.22 | 3  | 143.08 |
| 4     | Полина Цурская        | Москва / Омск (Омская обл.)                 | 205.46       | 5  | 70.53 | 5  | 134.93 |
| 5     | Мария Сотскова        | Москва                                      | 201.32       | 8  | 66.14 | 4  | 135.18 |
| 6     | Аделина Сотникова     | Москва                                      | 197.98       | 6  | 69.47 | 7  | 128.51 |
| 7     | Юлия Липницкая        | Москва / Екатеринбург (Свердловская обл.)   | 195.24       | 3  | 73.77 | 10 | 121.47 |
| 8     | Елизавета Туктамышева | Санкт-Петербург / Глазов (Удмуртия)         | 194.74       | 9  | 63.68 | 6  | 131.06 |
| 9     | Алёна Леонова         | Санкт-Петербург                             | 190.32       | 7  | 66.15 | 9  | 124.17 |
| 10    | Серафима Саханович    | Санкт-Петербург                             | 178.33       | 12 | 59.59 | 11 | 118.74 |
| 11    | Алиса Федичкина       | Санкт-Петербург                             | 177.47       | 14 | 52.59 | 8  | 124.88 |
| 12    | Мария Артемьева       | Санкт-Петербург                             | 171.46       | 11 | 60.76 | 12 | 110.70 |
| 13    | Диана Первушкина      | Тольятти (Самарская обл.) / Санкт-Петербург | 171.11       | 10 | 61.70 | 13 | 109.41 |
| 14    | Екатерина Баянова     | Пермь (Пермский кр.)                        | 157.49       | 15 | 52.39 | 14 | 105.10 |
| 15    | Александра Саютина    | Москва                                      | 154.11       | 17 | 49.01 | 15 | 105.10 |
| 16    | Мария Передёрова      | Санкт-Петербург                             | 147.32       | 13 | 52.96 | 17 | 94.36  |
| 17    | Евгения Иванькова     | Москва                                      | 144.57       | 18 | 46.93 | 16 | 97.64  |
| 18    | Алина Караваева       | Санкт-Петербург                             | 143.52       | 16 | 51.50 | 18 | 92.02  |

### Парное катание
| Место | Имена                                 | Регион                                  | Сумма баллов | КП | КП    | ПП | ПП     |
| ----- | ------------------------------------- | --------------------------------------- | ------------ | -- | ----- | -- | ------ |
| 1     | Татьяна Волосожар / Максим Траньков   | Сочи (Краснодарский кр.) / Москва       | 228.96       | 1  | 83.65 | 1  | 145.31 |
| 2     | Юко Кавагути / Александр Смирнов      | Санкт-Петербург / Тверь (Тверская обл.) | 217.64       | 2  | 77.26 | 2  | 140.38 |
| 3     | Евгения Тарасова / Владимир Морозов   | Москва / Казань (Татарстан)             | 217.52       | 3  | 77.21 | 3  | 140.31 |
| 4     | Кристина Астахова / Алексей Рогонов   | Москва                                  | 206.39       | 4  | 71,89 | 4  | 134.50 |
| 5     | Наталья Забияко / Александр Энберт    | Сочи (Краснодарский кр.)                | 205.03       | 5  | 70.60 | 5  | 134.43 |
| 6     | Вера Базарова / Андрей Депутат        | Москва / Саранск (Мордовия)             | 193.84       | 6  | 67.30 | 6  | 126.54 |
| 7     | Софья Бирюкова / Андрей Филонов       | Сочи (Краснодарский кр.)                | 173.57       | 7  | 62.60 | 7  | 110.97 |
| 8     | Анастасия Губанова / Алексей Синцов   | Пермь (Пермский кр.)                    | 166.28       | 8  | 56.55 | 8  | 109.73 |
| 9     | Алиса Ефимова / Александр Коровин     | Москва                                  | 161.30       | 11 | 54.34 | 9  | 106.96 |
| 10    | Анастасия Полуянова / Степан Коротков | Пермь (Пермский кр.)                    | 155.76       | 10 | 54.45 | 10 | 101.31 |
| 11    | Александра Шевченко / Иван Бич        | Москва                                  | 154.51       | 9  | 55.36 | 11 | 99.15  |
| 12    | Татьяна Кузнецова / Семён Степанов    | Пермь (Пермский кр.)                    | 148.45       | 12 | 50.40 | 12 | 98.05  |

### Танцы на льду
| Место | Имя                                    | Регион                           | Сумма баллов | КТ | КТ    | ПТ | ПТ     |
| ----- | -------------------------------------- | -------------------------------- | ------------ | -- | ----- | -- | ------ |
| 1     | Екатерина Боброва / Дмитрий Соловьёв   | Москва                           | 176.98       | 2  | 70.21 | 1  | 106.77 |
| 2     | Виктория Синицина / Никита Кацалапов   | Москва                           | 175.83       | 1  | 73.96 | 3  | 101.87 |
| 3     | Александра Степанова / Иван Букин      | Москва                           | 170.26       | 3  | 68.56 | 4  | 101.70 |
| 4     | Елена Ильиных / Руслан Жиганшин        | Москва                           | 169.72       | 4  | 66.75 | 2  | 102.97 |
| 5     | Тиффани Загорски / Джонатан Гурейро    | Москва                           | 159.60       | 5  | 61.30 | 5  | 98.30  |
| 6     | Анна Яновская / Сергей Мозгов          | Москва                           | 139.86       | 6  | 57.92 | 6  | 81.94  |
| 7     | Людмила Сосницкая / Павел Головишников | Москва                           | 130.41       | 7  | 53.55 | 7  | 76.86  |
| 8     | Анастасия Сафронова / Илья Зимин       | Санкт-Петербург                  | 108.24       | 8  | 43.68 | 8  | 64.56  |
| 9     | Анжелика Канивец / Алексей Чижов       | Екатеринбург (Свердловская обл.) | 93.75        | 10 | 35.46 | 9  | 58.29  |
| 10    | Маргарита Шестакова / Савелий Угрюмов  | Киров (Кировская обл.)           | 91.67        | 9  | 36.57 | 10 | 55.10  |

## Состав сборной команды
Состав сборной команды России для участия в чемпионатах Европы формировался исходя из результатов национального чемпионата и с учётом мнения тренерского совета. По результатам чемпионата России 2016 года тренерский совет совместно с Федерацией (заседание Исполкома Федерации состоялось 27 декабря 2015 года в Екатеринбурге) утвердили следующий состав сборной:
- В мужском одиночном катании: Максим Ковтун (1-е место), Михаил Коляда (2-е место) и Александр Петров (3-е место). Запасные: Гордей Горшков (4-е место) и Сергей Воронов (5-е место).
- В женском одиночном катании: Евгения Медведева (1-е место), Елена Радионова (2-е место) и Анна Погорилая (3-е место). Запасные: Юлия Липницкая (7-е место), Аделина Сотникова (6-е место), Елизавета Туктамышева (8-е место) и Мария Сотскова (5-е место). Фигуристка, занявшая 4-е место, по возрасту не имеет право выступать на мировых и континентальных чемпионатах.
- В парном катании: Ксения Столбова с Фёдором Климовым, Татьяна Волосожар с Максимом Траньковым (1-е место) и Юко Кавагути с Александром Смирновым (2-е место). Запасные: Евгения Тарасова с Владимиром Морозовым (3-е место), Кристина Астахова с Алексеем Рогоновым (4-е место) и Наталья Забияко с Александром Энбертом (5-е место).
- В танцах на льду: Екатерина Боброва с Дмитрием Соловьёвым (1-е место), Виктория Синицина с Никитой Кацалаповым (2-е место) и Александра Степанова с Иваном Букиным (3-е место). Запасные: Елена Ильиных с Русланом Жиганшиным (4-е место) и Тиффани Загорски с Джонатаном Гурейро (5-е место).